# District de Sonitpur
Le district de Sonitpur (assamais : শোণিতপুৰ) est une zone administrative de l’état d’Assam en Inde.

## Géographie
Sa capitale est Tezpur. Il est divisé en trois subdivisions, celle de Tezpur Sadar, de Biswanath Chariali, et de Gohpur.
Le district s’étend sur une superficie de 5 204 km2 et compte une population de 1 924 110 habitants en 2011.
Deux Wildlife sanctuary, le Bura Chapori Wildlife Sanctuary et le Sonai Rupai sanctuary et une partie du parc national de Nameri s’y trouvent.